# 崇禅寺駅

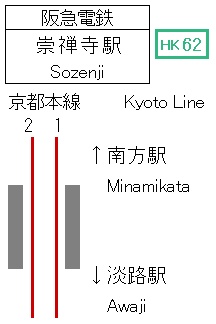
配線図

崇禅寺駅（そうぜんじえき）は、大阪府大阪市東淀川区柴島一丁目にある、阪急電鉄京都本線の駅。駅番号はHK-62。
柴島浄水場を挟んで千里線柴島駅が至近に立地する。2025年現在、高架工事中である。

## 歴史
- 1921年（大正10年）4月1日：北大阪電気鉄道の十三駅 - 豊津駅間開通と同時に開業[3]。
- 1923年（大正12年）4月1日：路線譲渡により新京阪鉄道の駅となる[3]。
- 1930年（昭和5年）9月15日：親会社との合併により京阪電気鉄道十三線の駅となる[3]。
- 1943年（昭和18年）10月1日：阪神急行電鉄との合併により京阪神急行電鉄（1973年に阪急電鉄に社名変更）の駅となる[3]。
- 1959年（昭和34年）2月18日：十三線が京都本線に編入され、当駅もその所属となる[3]。
- 1982年（昭和57年）11月27日：ダイヤ改正により、平日朝ラッシュ時に準急の運転を開始（大阪梅田方面行きのみ）、準急停車駅となる。
- 2001年（平成13年）3月24日：ダイヤ改正により、準急が廃止され、普通のみの停車駅となる（準急は2007年のダイヤ改正で復活するが、当駅は停車しない）。
- 2013年（平成25年）12月21日：駅ナンバリングが導入され、使用を開始[4][5]。
- 2019年（平成31年）3月26日：高架化工事に伴い、大阪梅田方面を仮線に切り替え。（淡路方面の仮線工事は実施しない）
- 2032年（令和14年）：高架化。（予定）

## 駅構造
相対式ホーム2面2線を有する地上駅。分岐器や絶対信号機を持たないため、停留所に分類される。高架化工事前は改札口は専用地下道内に1か所で、道路を挟んで南北双方からのアクセスが可能であったが、2016年現在は地下改札は廃止され、十三方面ホーム・京都方面ホーム共に、地上に新設された改札口から直接出入りするようになっている。

### のりば
| 号線 | 路線      | 方向 | 行先                                               |
| ---- | --------- | ---- | -------------------------------------------------- |
| 1    | ■京都本線 | 上り | 淡路・茨木市・高槻市・京都河原町・北千里・嵐山方面 |
| 2    | ■京都本線 | 下り | 十三・大阪梅田方面                                 |

※実際には構内にのりば番号表記はないが、スマートフォン向けアプリ「阪急沿線ナビ TOKKアプリ」の発車案内機能では、京都河原町方面が1号線、大阪梅田方面が2号線と表示されている。

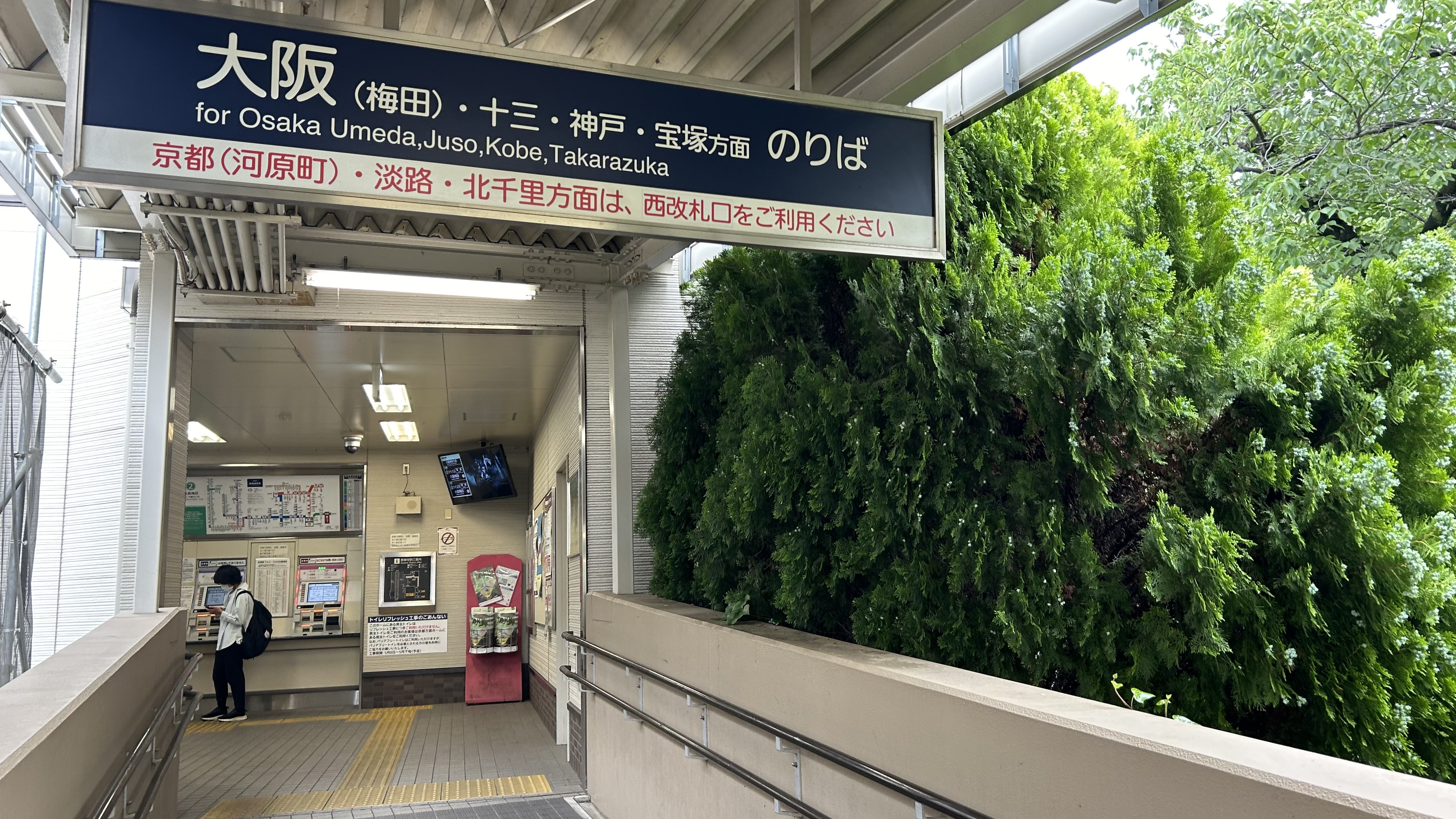
東口
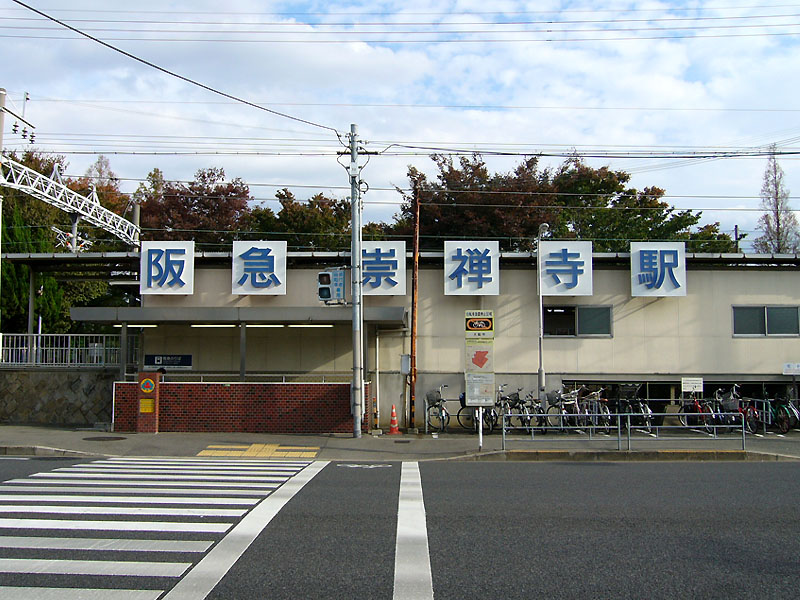
駅舎（2007年頃）
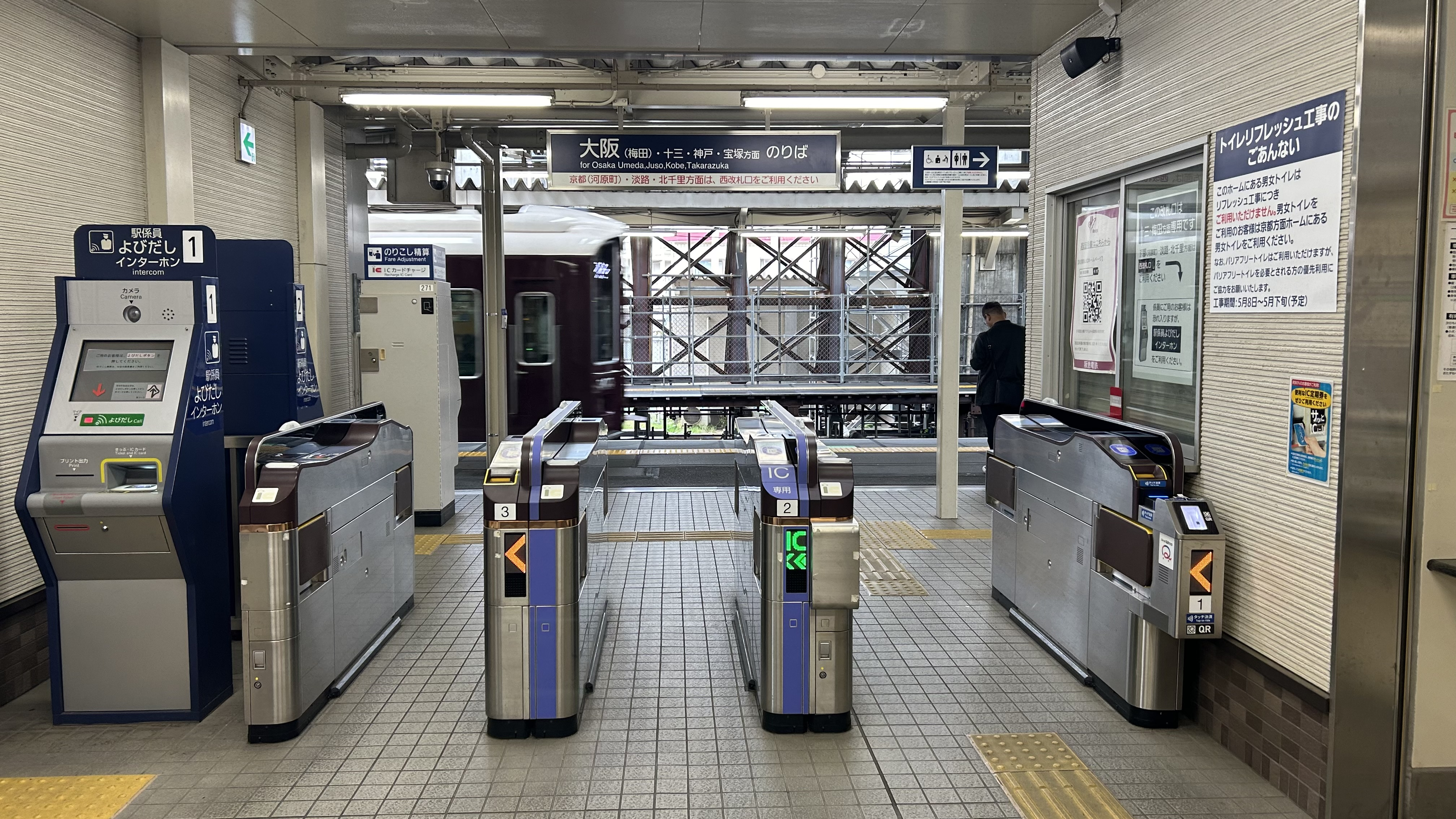
東改札口
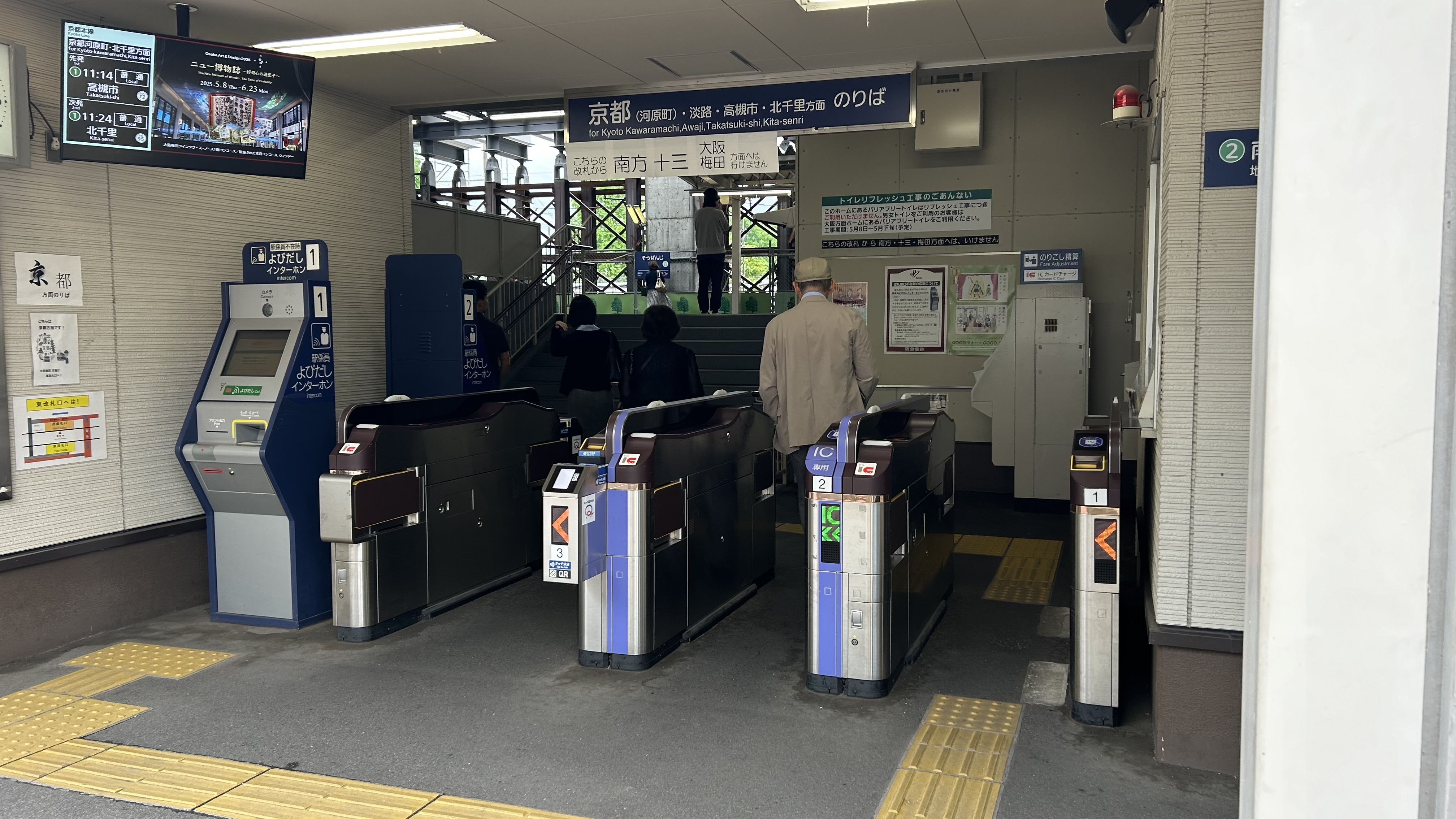
西改札口
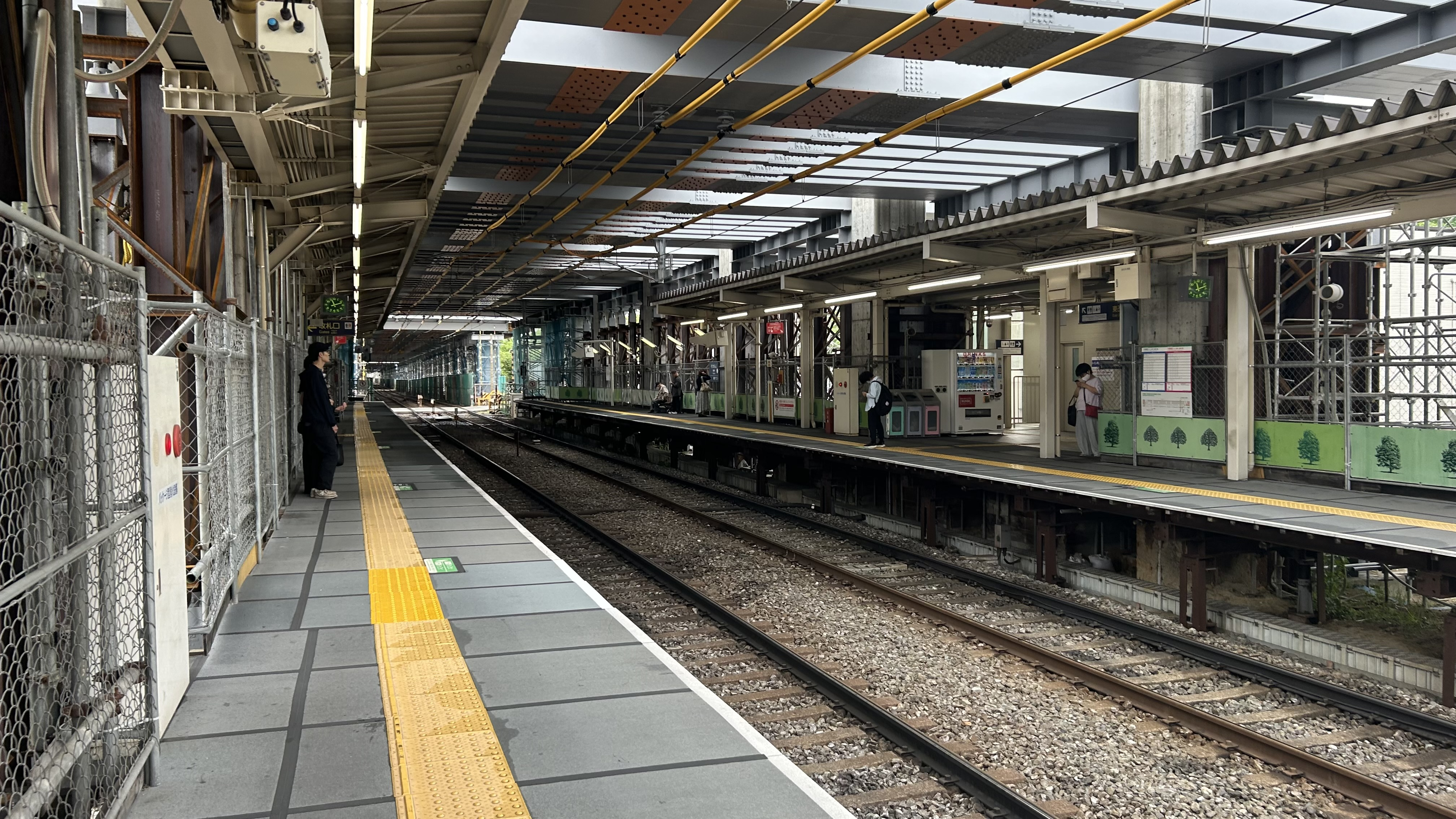
淡路方面ホーム
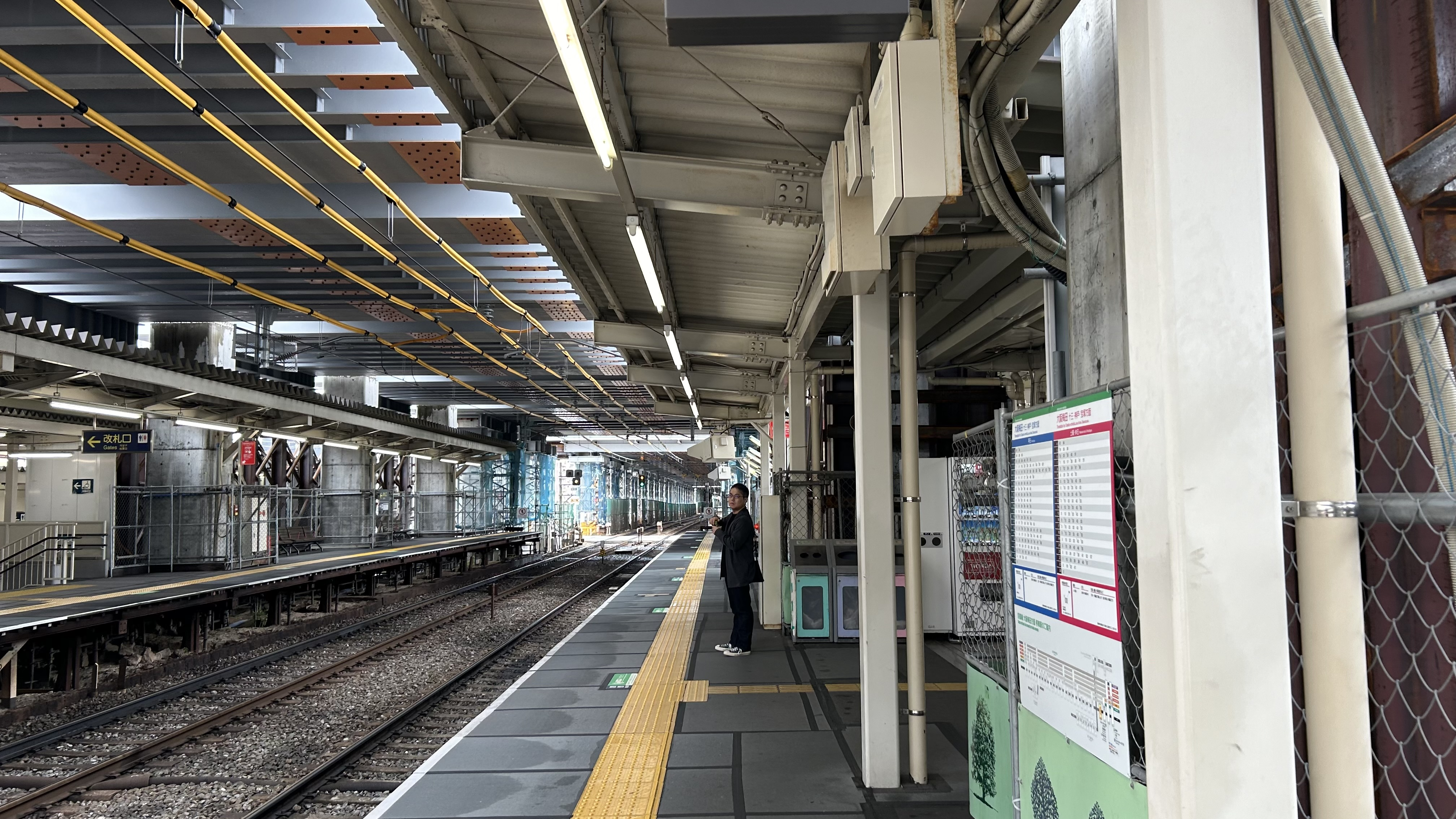
大阪方面ホーム
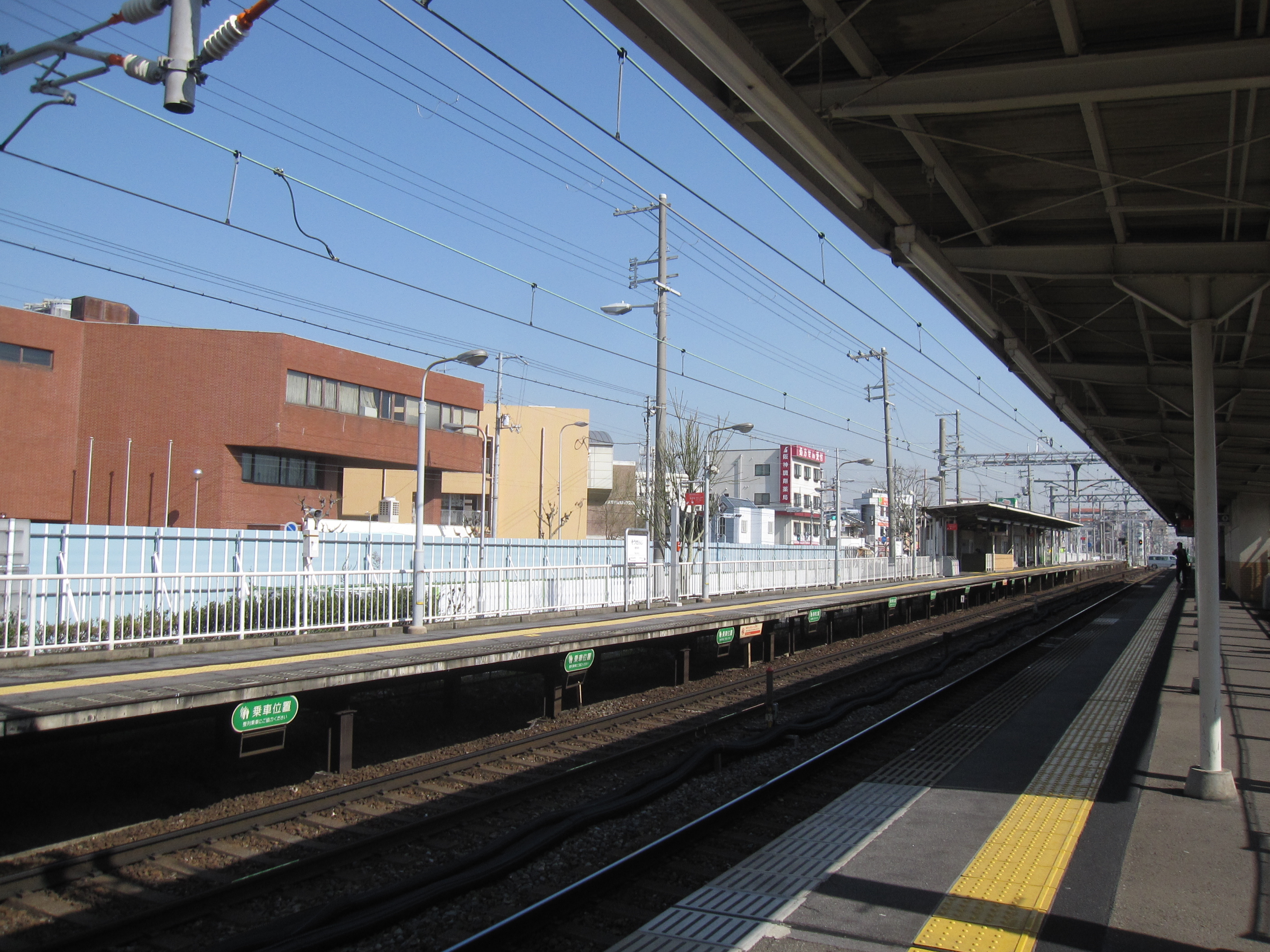
ホーム（2013年3月、仮線切り替え前）
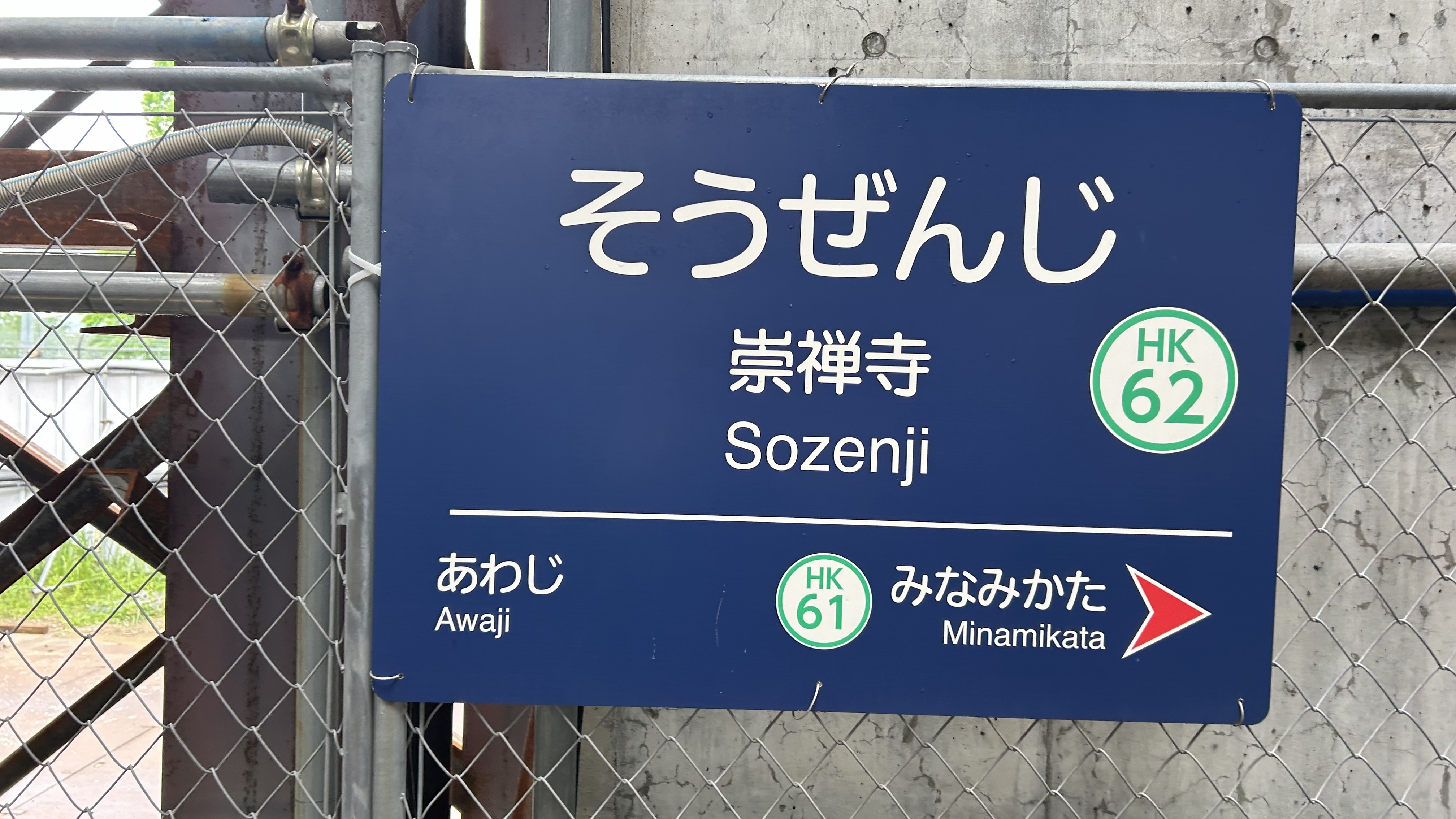
駅名標

## 利用状況
2024年（令和6年）次の通年平均乗降人員は5,560人である。阪急電鉄全駅（86駅）中では83位と阪神国道駅・柴島駅・松尾大社駅に次いで少なく、京都本線の駅としては最も少ない。

### 年次別利用状況
各年次の乗降人員の推移は下表の通り。
| 年度               | 乗降人員 | 増減率 | 順位 | 出典       |
| ------------------ | -------- | ------ | ---- | ---------- |
| 2017年（平成29年） | 5,591    |        | 83位 | [ 阪急 1 ] |
| 2018年（平成30年） | 5,659    | 1.2%   | 83位 | [ 阪急 2 ] |
| 2019年（令和元年） | 5,828    | 3.0%   | 83位 | [ 阪急 3 ] |
| 2020年（令和02年） | 4,845    | -16.9% | 82位 | [ 阪急 4 ] |
| 2021年（令和03年） | 5,032    | 3.9%   | 82位 | [ 阪急 5 ] |
| 2022年（令和04年） | 5,263    | 4.6%   | 82位 | [ 阪急 6 ] |
| 2023年（令和05年） | 5,489    | 4.3%   | 82位 | [ 阪急 7 ] |
| 2024年（令和06年） | 5,560    | 1.3%   | 83位 | [ 統計 1 ] |

### 年度別利用状況
各年度の1日あたりの利用状況は下表の通り。特定日の利用者数は大阪府統計年鑑、1日平均乗車人員は大阪市統計書による。
| 年度               | 特定日   | 特定日   | 特定日   | 1日平均 乗車人員 | 出典          | 出典         |
| 年度               | 乗車人員 | 降車人員 | 乗降人員 | 1日平均 乗車人員 | 大阪府        | 大阪市       |
| ------------------ | -------- | -------- | -------- | ---------------- | ------------- | ------------ |
| 1966年（昭和41年） | 3,370    | -        | -        | -                | [ 大阪府 1 ]  | -            |
| 1967年（昭和42年） | 3,495    | -        | -        | -                | [ 大阪府 2 ]  | -            |
| 1968年（昭和43年） | 3,333    | -        | -        | -                | [ 大阪府 3 ]  | -            |
| 1969年（昭和44年） | 3,523    | -        | -        | -                | [ 大阪府 4 ]  | -            |
| 1970年（昭和45年） | 3,541    | -        | -        | -                | [ 大阪府 5 ]  | -            |
| 1971年（昭和46年） | 3,417    | -        | -        | -                | [ 大阪府 6 ]  | -            |
| 1972年（昭和47年） | 3,199    | -        | -        | -                | [ 大阪府 7 ]  | -            |
| 1973年（昭和48年） | 3,167    | -        | -        | -                | [ 大阪府 8 ]  | -            |
| 1974年（昭和49年） | 3,281    | -        | -        | -                | [ 大阪府 9 ]  | -            |
| 1975年（昭和50年） | 3,452    | -        | -        | -                | [ 大阪府 10 ] | -            |
| 1976年（昭和51年） | 3,598    | -        | -        | -                | [ 大阪府 11 ] | -            |
| 1977年（昭和52年） | 3,919    | -        | -        | -                | [ 大阪府 12 ] | -            |
| 1978年（昭和53年） | 3,596    | -        | -        | -                | [ 大阪府 13 ] | -            |
| 1979年（昭和54年） | 3,390    | -        | -        | -                | [ 大阪府 14 ] | -            |
| 1980年（昭和55年） | 3,450    | -        | -        | -                | [ 大阪府 15 ] | -            |
| 1981年（昭和56年） | 3,215    | -        | -        | -                | [ 大阪府 16 ] | -            |
| 1982年（昭和57年） | 3,163    | 3,147    | 6,310    | -                | [ 大阪府 17 ] | -            |
| 1983年（昭和58年） | 3,091    | 3,028    | 6,119    | -                | [ 大阪府 18 ] | -            |
| 1984年（昭和59年） | 3,119    | 3,040    | 6,159    | -                | [ 大阪府 19 ] | -            |
| 1985年（昭和60年） | 3,213    | 3,397    | 6,610    | -                | [ 大阪府 20 ] | -            |
| 1986年（昭和61年） | 2,941    | 3,010    | 5,951    | -                | [ 大阪府 21 ] | -            |
| 1987年（昭和62年） | 3,021    | 3,081    | 6,102    | -                | [ 大阪府 22 ] | -            |
| 1988年（昭和63年） | 3,002    | 2,924    | 5,926    | -                | [ 大阪府 23 ] | -            |
| 1989年（平成元年） | -        | -        | -        | -                | [ 大阪府 24 ] | -            |
| 1990年（平成02年） | 3,044    | 2,976    | 6,020    | -                | [ 大阪府 25 ] | -            |
| 1991年（平成03年） | -        | -        | -        | -                | [ 大阪府 26 ] | -            |
| 1992年（平成04年） | 2,739    | 2,794    | 5,533    | -                | [ 大阪府 27 ] | -            |
| 1993年（平成05年） | -        | -        | -        | -                | [ 大阪府 28 ] | -            |
| 1994年（平成06年） | -        | -        | -        | -                | [ 大阪府 29 ] | -            |
| 1995年（平成07年） | 2,428    | 2,474    | 4,902    | -                | [ 大阪府 30 ] | -            |
| 1996年（平成08年） | 2,585    | 2,758    | 5,343    | -                | [ 大阪府 31 ] | -            |
| 1997年（平成09年） | 2,627    | 2,660    | 5,287    | -                | [ 大阪府 32 ] | -            |
| 1998年（平成10年） | 2,538    | 2,726    | 5,264    | -                | [ 大阪府 33 ] | -            |
| 1999年（平成11年） | -        | -        | -        | -                | [ 大阪府 34 ] | -            |
| 2000年（平成12年） | 2,689    | 2,660    | 5,349    | -                | [ 大阪府 35 ] | -            |
| 2001年（平成13年） | 2,574    | 2,537    | 5,111    | 2,692            | [ 大阪府 36 ] | [ 大阪市 1 ] |
| 2002年（平成14年） | 2,487    | 5,454    | 7,941    | 2,742            | [ 大阪府 37 ] | [ 大阪市 1 ] |
| 2003年（平成15年） | 2,505    | 2,451    | 4,956    | 2,620            | [ 大阪府 38 ] | [ 大阪市 1 ] |
| 2004年（平成16年） | 2,498    | 2,525    | 5,023    | 2,570            | [ 大阪府 39 ] | [ 大阪市 1 ] |
| 2005年（平成17年） | 2,142    | 2,134    | 4,276    | 2,751            | [ 大阪府 40 ] | [ 大阪市 1 ] |
| 2006年（平成18年） | 2,302    | 2,291    | 4,593    | 2,293            | [ 大阪府 41 ] | [ 大阪市 1 ] |
| 2007年（平成19年） | 2,110    | 2,138    | 4,248    | 2,541            | [ 大阪府 42 ] | [ 大阪市 1 ] |
| 2008年（平成20年） | 2,250    | 2,183    | 4,433    | 2,296            | [ 大阪府 43 ] | [ 大阪市 1 ] |
| 2009年（平成21年） | 2,100    | 2,079    | 4,179    | 2,385            | [ 大阪府 44 ] | [ 大阪市 1 ] |
| 2010年（平成22年） | 2,280    | 2,309    | 4,589    | 2,262            | [ 大阪府 45 ] | [ 大阪市 1 ] |
| 2011年（平成23年） | 1,835    | 1,863    | 3,698    | 2,495            | [ 大阪府 46 ] | [ 大阪市 1 ] |
| 2012年（平成24年） | 2,638    | 2,579    | 5,217    | 2,010            | [ 大阪府 47 ] | [ 大阪市 1 ] |
| 2013年（平成25年） | 2,627    | 2,634    | 5,261    | 2,963            | [ 大阪府 48 ] | [ 大阪市 1 ] |
| 2014年（平成26年） | 2,871    | 2,850    | 5,721    | 2,952            | [ 大阪府 49 ] | [ 大阪市 1 ] |
| 2015年（平成27年） | 3,018    | 2,962    | 5,980    | 3,200            | [ 大阪府 50 ] | [ 大阪市 1 ] |
| 2016年（平成28年） | 3,199    | 3,132    | 6,331    | 3,389            | [ 大阪府 51 ] | [ 大阪市 1 ] |
| 2017年（平成29年） | 3,377    | 3,228    | 6,605    | 3,613            | [ 大阪府 52 ] | [ 大阪市 1 ] |
| 2018年（平成30年） | 3,302    | 3,222    | 6,524    | 3,806            | [ 大阪府 53 ] | [ 大阪市 1 ] |
| 2019年（令和元年） | 3,472    | 3,395    | 6,867    | 3,696            | [ 大阪府 54 ] | [ 大阪市 2 ] |
| 2020年（令和02年） | 3,010    | 3,021    | 6,031    | 2,847            | [ 大阪府 55 ] | [ 大阪市 3 ] |
| 2021年（令和03年） | 3,187    | 3,121    | 6,308    | 3,117            | [ 大阪府 56 ] | [ 大阪市 4 ] |
| 2022年（令和04年） | 3,123    | 3,080    | 6,203    | 3,608            | [ 大阪府 57 ] | [ 大阪市 5 ] |
| 2023年（令和05年） | 3,279    | 3,196    | 6,475    | 3,503            | [ 大阪府 58 ] | [ 大阪市 6 ] |

#### 10月中の平均乗降人員
「大阪府統計年鑑」では1964年度および1965年度については10月中の平均乗車人員が記載されている。
| 年度               | 乗車人員 | 出典          |
| ------------------ | -------- | ------------- |
| 1964年（昭和39年） | 4,371    | [ 大阪府 59 ] |
| 1965年（昭和40年） | 4,448    | [ 大阪府 60 ] |

## 駅周辺
- 阪急千里線 柴島駅（徒歩約5分）
- 中島惣社
- 崇禅寺
- 大阪府立柴島高等学校
- 大阪市立啓発小学校・中島中学校（むくのき学園）
- 大阪市立東淀川体育館
- 東淀川崇禅寺郵便局
- 柴島浄水場
- ライフ崇禅寺店
- 淀川キリスト教病院
- アジア図書館
- 大阪シティバス11号系統「阪急崇禅寺駅前」停留所

## 阪急京都線・千里線連続立体交差事業

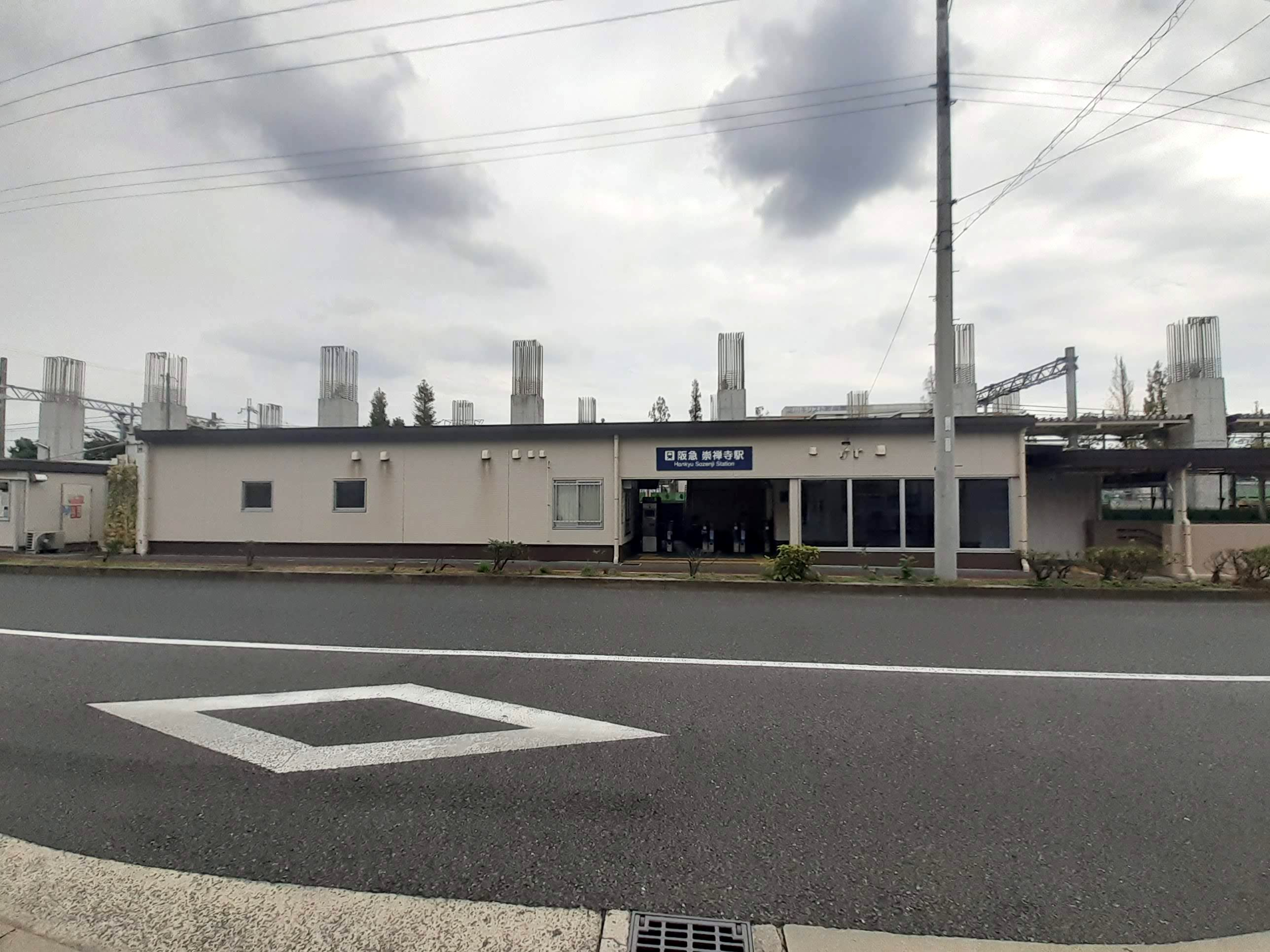
仮駅舎（2020年10月）

阪急京都本線3.3 km（崇禅寺駅付近 - 上新庄駅付近）と阪急千里線3.8 km（柴島駅付近 - 吹田駅付近）を高架にして、淡路駅における京都線と千里線の平面交差を解消し、17箇所の踏切を除去する事業。
事業主体は大阪市で、2008年（平成20年）9月から工事に着手している。2028年度末に高架切替予定。
新しい崇禅寺駅の駅舎は3階建で、現在の駅の直上に構築される。駅の構造は、2階が改札やコンコース、3階がホームとなる予定。

## 隣の駅
阪急電鉄
■京都本線
■快速特急・■特急・■通勤特急・■準特急・■急行・■準急
通過
■普通
南方駅 (HK-61) - 崇禅寺駅 (HK-62) - 淡路駅 (HK-63)

### 記事本文

### 利用状況
1. 1 2 3  駅別乗降人員
2. 1 2  大阪府統計年鑑 - 大阪府
3. ↑  大阪市統計書 - 大阪市

#### 阪急電鉄
1. ↑  駅別乗降人員（2017年 通年平均） - 阪急電鉄（ウェイバックマシン）
2. ↑  駅別乗降人員（2018年 通年平均） - 阪急電鉄
3. ↑  駅別乗降人員（2019年 通年平均） - 阪急電鉄
4. ↑  駅別乗降人員（2020年 通年平均） - 阪急電鉄
5. ↑  駅別乗降人員（2021年 通年平均） - 阪急電鉄
6. ↑  駅別乗降人員（2022年 通年平均） - 阪急電鉄
7. ↑  駅別乗降人員（2023年 通年平均） - 阪急電鉄

#### 大阪府統計年鑑
1. ↑  大阪府統計年鑑（昭和42年） (PDF)
2. ↑  大阪府統計年鑑（昭和43年） (PDF)
3. ↑  大阪府統計年鑑（昭和44年） (PDF)
4. ↑  大阪府統計年鑑（昭和45年） (PDF)
5. ↑  大阪府統計年鑑（昭和46年） (PDF)
6. ↑  大阪府統計年鑑（昭和47年） (PDF)
7. ↑  大阪府統計年鑑（昭和48年） (PDF)
8. ↑  大阪府統計年鑑（昭和49年） (PDF)
9. ↑  大阪府統計年鑑（昭和50年） (PDF)
10. ↑  大阪府統計年鑑（昭和51年） (PDF)
11. ↑  大阪府統計年鑑（昭和52年） (PDF)
12. ↑  大阪府統計年鑑（昭和53年） (PDF)
13. ↑  大阪府統計年鑑（昭和54年） (PDF)
14. ↑  大阪府統計年鑑（昭和55年） (PDF)
15. ↑  大阪府統計年鑑（昭和56年） (PDF)
16. ↑  大阪府統計年鑑（昭和57年） (PDF)
17. ↑  大阪府統計年鑑（昭和58年） (PDF)
18. ↑  大阪府統計年鑑（昭和59年） (PDF)
19. ↑  大阪府統計年鑑（昭和60年） (PDF)
20. ↑  大阪府統計年鑑（昭和61年） (PDF)
21. ↑  大阪府統計年鑑（昭和62年） (PDF)
22. ↑  大阪府統計年鑑（昭和63年） (PDF)
23. ↑  大阪府統計年鑑（平成元年） (PDF)
24. ↑  大阪府統計年鑑（平成2年） (PDF)
25. ↑  大阪府統計年鑑（平成3年） (PDF)
26. ↑  大阪府統計年鑑（平成4年） (PDF)
27. ↑  大阪府統計年鑑（平成5年） (PDF)
28. ↑  大阪府統計年鑑（平成6年） (PDF)
29. ↑  大阪府統計年鑑（平成7年） (PDF)
30. ↑  大阪府統計年鑑（平成8年） (PDF)
31. ↑  大阪府統計年鑑（平成9年） (PDF)
32. ↑  大阪府統計年鑑（平成10年） (PDF)
33. ↑  大阪府統計年鑑（平成11年） (PDF)
34. ↑  大阪府統計年鑑（平成12年） (PDF)
35. ↑  大阪府統計年鑑（平成13年） (PDF)
36. ↑  大阪府統計年鑑（平成14年） (PDF)
37. ↑  大阪府統計年鑑（平成15年） (PDF)
38. ↑  大阪府統計年鑑（平成16年） (PDF)
39. ↑  大阪府統計年鑑（平成17年） (PDF)
40. ↑  大阪府統計年鑑（平成18年） (PDF)
41. ↑  大阪府統計年鑑（平成19年） (PDF)
42. ↑  大阪府統計年鑑（平成20年） (PDF)
43. ↑  大阪府統計年鑑（平成21年） (PDF)
44. ↑  大阪府統計年鑑（平成22年） (PDF)
45. ↑  大阪府統計年鑑（平成23年） (PDF)
46. ↑  大阪府統計年鑑（平成24年） (PDF)
47. ↑  大阪府統計年鑑（平成25年） (PDF)
48. ↑  大阪府統計年鑑（平成26年） (PDF)
49. ↑  大阪府統計年鑑（平成27年） (PDF)
50. ↑  大阪府統計年鑑（平成28年） (PDF)
51. ↑  大阪府統計年鑑（平成29年） (PDF)
52. ↑  大阪府統計年鑑（平成30年） (PDF)
53. ↑  大阪府統計年鑑（令和元年） (PDF)
54. ↑  大阪府統計年鑑（令和2年） (PDF)
55. ↑  大阪府統計年鑑（令和3年） (PDF)
56. ↑  大阪府統計年鑑（令和4年） (PDF)
57. ↑  大阪府統計年鑑（令和5年） (PDF)
58. ↑  大阪府統計年鑑（令和6年） (PDF)
59. ↑  大阪府統計年鑑（昭和40年） (PDF)
60. ↑  大阪府統計年鑑（昭和41年） (PDF)

#### 大阪市統計書
1. 1 2 3 4 5 6 7 8 9 10 11 12 13 14 15 16 17 18  大阪市統計書・アーカイブ版  (Microsoft Excelの.xls) - 大阪市
2. ↑  大阪市統計書・令和2年版  (Microsoft Excelの.xls) - 大阪市
3. ↑  大阪市統計書・令和3年版  (Microsoft Excelの.xls) - 大阪市
4. ↑  大阪市統計書・令和4年版  (Microsoft Excelの.xls) - 大阪市
5. ↑  大阪市統計書・令和5年版  (Microsoft Excelの.xls) - 大阪市
6. ↑  大阪市統計書・令和6年版  (Microsoft Excelの.xls) - 大阪市